# Akhalgori (municipalité)
La municipalité d'Akhalgori, (en géorgien : ახალგორის მუნიციპალიტეტი, phonétiquement :Akhalgoris mounitsipalitéti), est un district de la région de Mtskheta-Mtianeti, en Géorgie, ayant fait sécession en 2008 sous la dénomination de district de Leningor de la République d'Ossétie du Sud.

## Géographie
Il est entouré au nord du district de Kazbegui, à l'est du district de Doucheti, au sud du district de Kaspi, à l'ouest du district de Tskhinvali et au nord-est du district de Djava, tous deux sécessionnistes. 
Son altitude moyenne de 800 mètres lui confère des étés chauds et des hivers moyennement froids.

## Histoire
Jusqu'en 1917, son territoire appartient au district de Gori.
De 1922 à 1990, il fait partie de la région autonome géorgienne d'Ossétie du Sud, sous le nom de district de Leningori, (en géorgien : ლენინგორის რაიონი, phonétiquement : léningoris raïoni), région dont l'autonomie est révoquée par le Soviet suprême de la RSS de Géorgie le 10 décembre 1990.
Après le conflit de janvier 1991 à juin 1992, il reste sous administration géorgienne et prend le nom de district d'Akhalgori.
Après la guerre russo-géorgienne de 2008, il échappe à la souveraineté géorgienne et devient le 21 août 2008 le district de Leningor de la République d'Ossétie du Sud,.

## Démographie
La population, qui était de 12 080 habitants en 1989, a diminué et réunissait 7 703 personnes en 2002.